# Lepechinia caulescens
Lepechinia caulescens es una especie de planta de la familia de las lamiáceas. Es originaria de México y Guatemala.

## Propiedades
Lepechinia caulescens, se utiliza para los trastornos digestivos (dolor de estómago, cólicos, indigestión) y padecimientos de la mujer (cólicos menstruales y regularización de la menstruación); dolor de cabeza y bajar la temperatura.

## Taxonomía
Lepechinia caulescens fue descrita por (Ortega) Epling y publicado en Repertorium Specierum Novarum Regni Vegetabilis, Beihefte 85: 20, en el año 1935.

### Etimología
Lepechinia: nombre genérico dado en honor del naturalista, explorador y lexicógrafo ruso Iván Lepiojin (o Lepechin)
caulescens: epíteto grecolatino que significa "caulescente", "que desarrolla un tallo"
Sinonimia
- Horminum caulescens Ortega
- Lepechinia spicata Willd.
- Ulricia pyramidata Jacq. ex Steud.[3]